# ハリファ・ハフタル
陸軍元帥ハリファ・ベルカシム・ハフタル
（Khalifa Belqasim Haftar、アラビア語: خليفة بلقاسم حفتر ハリーファ・ベルカーシム・ハフタル
、1943年ころ - ）は、リビアの軍人、将官。日本語では「ハリファ・ハフタル」のほか、「ハリーファ・ハフタル」とも表記される。2014年以来続いている第二次リビア内戦においてリビア国民軍を率いている。2015年3月2日、ハフタルは、選挙で選ばれた立法府である代議院（代表議会）に忠実な軍の司令官に任命された。
ハフタルはリビアのアジュダービヤーに生まれた。ムアンマル・アル＝カッザーフィー（カダフィ大佐）の配下としてリビア軍で働き、カダフィが権力を掌握した1969年のクーデター（1969年リビア・クーデター：「リビア革命」とも）にも加わった。1973年には第四次中東戦争でイスラエルに対抗して派遣されたリビア軍部隊に加わった。1987年には、チャドとの戦争（チャド・リビア紛争）の最中に罠にはめられて捕虜となったが、この一件はカダフィにとって大きな屈辱となり、カダフィのチャドに対する野心に打撃を与えることになった。捕虜となっていた間、ハフタルは捕虜仲間とともに密かにカダフィ打倒をめざすグループを結成した。1990年ころにアメリカ合衆国との取引によって解放され、以降20年近くを、当時中央情報局 (CIA) が所在していたバージニア州ラングレーで過ごし、アメリカ合衆国の市民権を得た。合衆国にいた1993年には、ジャマーヒリーヤへの反逆者として欠席裁判で死刑を宣告された。
2011年のリビア内戦で、ハフタルは、カダフィを打倒した勢力の中で高い地位を占めていた。2014年、リビア陸軍の司令官であったハフタルは、任期満了とともにハフタルから権限を取り上げようとした国民議会 (GNC)に反旗を翻した。ハフタルは、国民議会や、それと連携するイスラム原理主義者たちに対抗する行動を開始した。ハフタルの行動は、国民議会を選び直す選挙を求めるものであったが、やがてそれは内戦へと展開した。2017年、デルナ市評議会の副議長ラムジ・アル＝シャエリ (Ramzi al-Shaeri) は、弁護士のライアン・グッドマンとアレックス・ホワイティング (Alex Whiting) とともに、デルナ包囲戦においてハフタルが捕虜の殺害を命じ、戦争犯罪を犯したと告発した。
ハフタルは、「リビアで最も有力なウォーロード/軍閥 (Libya's most potent warlord)」と評されており、リビアの一連の紛争において「ほとんどすべての有力な勢力と結んだことも敵対したこともある (with and against nearly every significant faction)」とされ、「その軍事的経験は並ぶ者がいないと讃えられ (reputation for unrivalled military experience)」てきた。
2021年11月、ハリファハフタルは2021年12月の大統領選挙への立候補を発表した。

## 生い立ちと教育
ハフタルは、1943年ころにアジュダービヤーに、アル＝ファージャニ (al-Farjani) 一族の一員として生まれた。1957年にアジュダービヤーのアル＝フーダ校 (al-Huda School) に入り、次いで1961年から1964年にかけてデルナで中等教育を受けた。1964年9月16日にベンガジ軍事大学に入学し、1966年に卒業した。その後、ソビエト連邦で軍事訓練を受け、フルンゼ軍事大学に設けられていたソ連に派遣された外国人士官のための特別学位の課程を修了した。さらにその後、エジプトでも軍事訓練を受けた。砲兵隊の一員として、とあるモスクに駐屯していた経験もある。

## 初期のカダフィ政権下で
青年陸軍士官だったハフタルは、カダフィが実権を握った1969年のクーデターに加わり、リビア王イドリース1世を廃したカダフィを助けた。その後、程なくして、ハフタルはカダフィの下で最高級の軍幹部となった。1973年の第四次中東戦争の際には、イスラエル占領下のシナイ半島に侵攻したエジプト軍部隊を支援するリビア軍部隊を指揮した。
君主制を打倒した軍事政権である、自由同盟士官 (Free Unionist Officers) と称されたリビア・アラブ社会主義同盟の他の面々と同様に、ハフタルは世俗主義者であり、ナセル主義であった。ハフタルは、クーデター直後からリビアを統治した革命指導評議会のメンバーであった。後には、カダフィの軍事参謀長となった。1980年代後半、ハフタルは、チャド・リビア紛争(トヨタ戦争）でリビア軍を指揮したが、この紛争はリビアの敗北に終わった.。

## チャドとの戦争
1986年の時点でハフタルは大佐となっており、チャド・リビア紛争においては、チャドに送られたリビア軍の総司令官となった。このとき、リビア軍の大部分は、捕虜とされるか、国境線まで押し戻されることになったが、1987年のウアディ・ドゥム空襲における敗退後、ハフタルは配下の600人ないし700人ほどの兵士たちとともに捕虜となった。惨憺たる結果となった戦いの後、カダフィは、ハフタルをはじめ、チャドの捕虜となったリビア軍の兵士たちの存在を認めることを拒んだ。ある見方によると、カダフィがハフタルを見放した理由のひとつは、カダフィが、チャド領内からリビア軍の全軍を撤退させるとの合意書にいち早く署名していたにもかかわらず、この合意に反してハフタルがチャド領内で捕虜となったためだったのではないかともいわれている。それとは別に、カダフィがハフタルを見捨てたのは、ハフタルがリビアに「英雄」として凱旋帰国すれば、カダフィの支配体制にとっても脅威となったかもしれないという可能性も指摘されている。いずれにせよ、カダフィの拒絶によって、カダフィに対するハフタルの思いが苦々しいものに転じたことは間違いない。
1986年から1987年にかけて、チャド政府は、中央政府軍や反乱軍に対し、リビアが毒ガスやナパーム弾を使用したと非難した。リビア軍は、1987年9月、チャドとの戦争の最終局面において、An-26でマスタードガスを仕込んだ爆弾を投下した可能性がある。風向きがリビア軍の方に吹き返し、ガスはリビア軍に返ってきた。

## 合衆国からの反体制活動
カダフィは、ハフタル以下の兵士たちのリビアへの送還を求めたが、アメリカ人たちの工作により、彼らはカダフィと対立するモブツ・セセ・セコ政権下のザイールに空輸された。そこで、兵士たちの半数はリビアへの帰還を決めた。1987年の遅い時期に、ハフタルと一部の士官たちは、合衆国が支援していた反体制グループであったリビア救国国民戦線 (NFSL) に同調することとなった。1988年6月21日、ハフタルはNFSLの軍事部門の設立を宣言し、これをリビア国民軍 (Libyan National Army) と名付け、自らが指揮者となった。合衆国からモブツ政権への財政支援が打ち切られた際、ザイールはその時点で領内に残っていたハフタルたちをケニアに追放した。ケニアは彼らに一時的な滞在しか認めず、CIAは1990年ころに再定住策をまとめ、ハフタルと配下の300人ほどが、合衆国の難民受け入れ計画の一環として合衆国に移り住んだ。実のところ、冷戦の終結によって、リビアの地理的戦略性は後退し、ハフタルたちの部隊に対するCIAの資金支援策は、差し止められていた。
1996年3月、ハフタルは、リビア東部キレナイカの山地で、反カダフィの蜂起に加わったが、その後、合衆国に舞い戻った。
ハフタルは、ワシントンD.C.近郊のバージニア州フォールズチャーチに、2007年まで住んでいた。その後、バージニア州ビエナに移った。そこから、多くの場合は国防情報局 (DIA) や中央情報局 (CIA)などアメリカ合衆国の情報関係者たちとの親密な接触を通して、ハフタルは、カダフィの打倒や暗殺を試みるいくつもの企てを支援し続けた。

## 第一次リビア内戦初期における役割
2011年、ハフタルはカダフィ政権打倒の武装蜂起を支援するため、リビアに帰還した。3月には、軍部のスポークスパーソンが、ハフタルが軍司令官に任命されたと発表したが、暫定政府であるリビア国民評議会はこれを否定した。4月には、アブドゥルファターハ・ユーニスが軍の最高司令官の地位に就き、オマル・エル＝ハリーリーがユーニスの参謀長となり、ハフタルは陸軍司令官として軍のナンバー3の地位を得て、中将となった。ユーニスは、同年夏に暗殺された。
リビアの新体制の中に安定した地位を見いだすことができなかったハフタルは、しばらくの間、合衆国に戻った。

## 尊厳作戦の開始
2014年2月、ハフタルはテレビに登場し、直前に一方的な任期の延長を決めていた、選挙によって選ばれた議会である国民議会 (GNC)が解散させられたとする声明を発表した。ハフタルは、新たな選挙の実施を監督する選挙管理内閣を設けるべく呼びかけ、リビア国民にまだ任期が切れていなかったGNCに対する反乱を起こすよう促した。しかし結局のところ、ハフタルの訴えは動員できる手段もなく、主張を支持する局地的な支持もなく、民衆の全面蜂起にはつながらなかった。ハフタルの声明は、リビアの首相アリー・ゼイダーンによって、深い不信感をもって取り消された。ハフタルの行動は、「クーデターの試み」であり「奇妙で馬鹿げたもの」と決めつけられた。
ハフタルは、リビア各地で一連のタウンホールミーティングの開催に乗り出し、軍出身の元士官たちの支持を得て、密かに軍事組織を作り始めた。3ヶ月後の5月16日、尊厳作戦 (Operation Dignity) の一環として、ハフタルは、ベンガジのイスラム教支持派の民兵組織に対して、空爆と陸上からの攻撃を組み合わせて攻勢に出たが、他方ではリビア議会に対する重火器を用いた攻撃は差し止めた。ベンガジ攻勢に出た当時、ハフタルは既に、暗殺のターゲットとされており、友人に、自分の行動が引き起こすリスクによる身の安全への脅威は十分に承知している、と述べたという。2014年5月20日、ベンガジ攻勢の4日後、GNCは遂に 、長期にわたり延期されていた全国での選挙を実施すると声明を出し、トリポリを拠点とするGNCが樹立していた当時の臨時立法府に代えて、トブルクに拠点を置く代議院を選出するとした。その選挙は、2014年6月25日に予定された。
5月後半、GNCによって首相の職から追われたアリー・ゼイダーンは、尊厳作戦を承認し、代議員の議員40名もこれに同、海軍や空軍の首脳たち、陸軍の大部分もこれを支持した。2014年6月4日、ベンガジの東方、アバヤールに近いグート・アッ＝スルターン (Ghut al-Sultan near Abayar) にあるハフタルの邸宅に自爆テロの車両が突っ込み、4人が死亡、少なくとも3人が負傷した。ハフタルはこの攻撃では、被害を免れた。
リビア東部では、ハフタルの航空および陸上戦力が展開し、広く民衆の支持を得ていた。5月、6月を通して、尊厳作戦を支持するデモ行進が、リビアの各地でおこなわれ、6月25日に実施され代議院選挙では、イスラム教的アジェンダに対して世俗主義的姿勢をとる勢力が多数を占めた。一方、5月には尊厳作戦を非難していたにもかかわらず、アブドゥッラー・アッ＝スィニーを首相とする政権は、ハフタルの尊厳作戦についてその後は正式な声明や非難を出すことを控えた。いずれにせよ、新たに選出された代議院は、ハフタルに敵対する勢力を「テロリスト」と決めつけた。
2014年11月24日から翌日にかけて、尊厳作戦に参加する軍勢に加わっている軍用機が、トリポリのミティガ国際空港を攻撃し、空港は一時的に閉鎖され、空港周辺の家屋にも被害が出た。ミティガ空港への攻撃に対し、トリポリの裁判所はハリファ・ハフタルの逮捕令状を出した。

## 第二次リビア内戦における主導的役割
2015年3月2日、ハフタルは、国際的な承認を受けた代議院によるトブルクの政府から軍司令官に任命された。
2015年以降のハフタルの軍勢については、イスラエルが軍事的支援を与えているという一部の報道がなされており、ハフタルの要請を受けたイスラエル空軍機がスルトにあったISILのリビアにおける拠点を空爆したともいわれている。
2017年7月はじめ、3年間にわたる軍事作戦の末、ハフタルはテレビで演説し、彼の軍勢がリビア第二の都市であるベンガジを完全に掌握したとする声明を出した。多くの人々は、ハフタルの軍事的勝利が、彼の軍事的、政治的野心の増大を表すものと受けとり、リビア東部の主要な地域に軍事的支配を確立しようとする彼の意図を読み取った。ハフタルを批判する人々は、何年もの間、様々な相手との戦闘が続ける中で、彼が恣意的に私兵を動かし、敵対者たちをイスラム過激派と決めつけ、軍事的リーダーシップを通して将来における政治的立場を固めていると主張した。
また、一部の人々がISiLとの戦いにおいて諸勢力を糾合し勝利を得たことにおけるハフタルの役割を賞賛する中、他方ではISiLとの戦いにおけるハフタルの役割は大々的に誇張されており、私利のための計算づくだったと主張する者たちもいた。例えば、2016年初めの段階で、ハフタルの軍勢は、デルナからISiLを駆逐する上で貢献のあったデルナのムジャヒディン・シューラ評議会というイスラム主義者のグループに対して、空爆を加えたとされている。
さらに専門家たちは、リビア国民軍 (LNA) がリビア全土に支配地域を広げることができるか、あるいは、ハフタルが自分自身以外の軍事的指導者なり選挙で選ばれた政治指導者を立てて国民軍なり政府を指揮することができるか、そのような機会が将来の新たな総選挙を通して可能になるかは、疑問だと論じた。
ハフタルは、断固たる覚悟で、尊厳作戦の目的のひとつにムスリム同胞団のリビア支部をはじめ、ハフタルがリビア国内で活動するイスラム過激派のテロリスト組織と判断したあらゆる対象を完全に叩き潰すことを挙げた。しかし、近年では、ジャーナリストや評論家たちは、ハフタルが、正式に表明された反イスラム主義の使命を掲げつつ、リビア東部に拠点を置くサラフィー主義の諸組織との提携を続けていることに注目している。これら組織との結びつきは、ハフタルの軍勢が支配する地域において、また、イスラム主義を掲げる敵対勢力、特にムスリム同胞団やアンサール・アル＝シャリーアに対抗する上でも、相互利益的な関係を産んでいる。ハフタルと結ぶサラフィー組織の一部は、バルカ（キレナイカ）を拠点にする民兵組織の一部を成し、ハフタルの指揮の下で戦い、その勢力をベンガジやジャバル・アル・アフダル県、アジュダービヤーへと広げていった。アトランティック・カウンシルが出した、アハマド・サラーハ・アリー (Ahmed Salah Ali) による2017年6月の報告書によると、ハフタルがサラフィー主義者たちの支援を必要とするのは、地上部隊や補給の不足のためであり、ハフタルと結ぶサラフィ
ーたちは、リビア東部において宗教に関わる議論を支配し、軍事的実力も付けることで大いに利益を得ており、職のない若者たちを惹きつけることにもつながっているという。
2017年7月、ネット上に、ISIL戦闘員であるという容疑をかけられた20人が、ハフタルの軍勢によって処刑される映像が公開され、この一件は国際連合が LNA に、捕虜の処刑に関する調査報告を求めるという事態に至った。一般的に、ハフタルの支配下にある多くの地域では、民兵たちによる虐待がおこなわれ、市民の自由を抑圧する措置が取られていると非難する報道がなされた
2016年8月の時点でハフタルは、国際連合安全保障理事会が支持する新たな国民合意政府 (GNA) への支持を拒み、アメリカ合衆国とその同盟諸国は、ハフタルがリビアの安定を危うくしていると考えるようになっていった。リビアの専門家で、英国王立防衛安全保障研究所 (RUSI) の上級研究フェローであるアリソン・パーゲター (Alison Pargeter) は、ハフタルが「リビアに平和をもたらす上での最大の障害 (biggest single obstacle to peace in Libya)」といえる存在であり、彼は、もし GNA 協調すれば、リビア東部における自分の影響力は終わってしまうかもしれないと恐れているのだと指摘した。
ハフタルを「イスラム過激派に対する防波堤」とみなすアラブ首長国連邦とエジプトは、ハフタルへの支援を続けた。ミドル・イースト・アイは、リークされた航空管制記録の分析をもとに、イギリス、フランス、アメリカ合衆国、アラブ首長国連邦の空軍が、ハフタルの軍勢を支援していると報じた。
2016年11月、ハフタルは2度目のロシアへの訪問をおこない、ロシアの外相セルゲイ・ラブロフや国防相セルゲイ・ショイグと会見した。報道によると、ハフタルが武器の供給や軍事支援を求めたのに対し、ロシア側は新たに成立したドナルド・トランプ政権の動きを待って先送りにしたという。12月26日、ロシアはハフタルに全面的に協力することを決め、ハフタルがリビアの指導者の役割を果たすべきだと述べたと報じられた。2023年時点では、リビア国内にロシアの民間軍事会社であるワグネル・グループが基地を置き、ハフタルに対する支援を続けている。
これ以降、ロシアは負傷したリビア国民軍の兵士の治療にあたり、トブルクに拠点を置く政府のためにリビア・ディナール紙幣を印刷し、リビア東部にロシアがさらに2カ所の軍事基地を設けることを認める協定書に署名した。国際的な危機管理の専門家であるジョルジョ・カフエロ (Giorgio Cafiero) とダニエル・ワグナー (Daniel Wagner) は、最近「モスクワは、国連や西側が支援する脆弱な政府ではなく、ハフタルこそが、カダフィ後のリビアにおいて極端な原理主義に対抗し得る唯一現実的な堡塁だと見ているようだ」と述べた。
2017年、デルナ市評議会の副議長ラムジ・アル＝シャエリ (Ramzi al-Shaeri) は、弁護士のライアン・グッドマンとアレックス・ホワイティング (Alex Whiting) とともに、デルナ包囲戦においてハフタルが戦争犯罪を犯したと告発した。彼らは、ハフタルが
LNA の戦闘員たちに、捕虜は取るなと命じ、「捕虜をここに連れてくるなどということは考えるな。ここには収容施設もない。戦場は戦場、それで話は終わりだ。」と演説したとして、法規外の殺戮を暗黙にそそのかしたと主張した。
2017年11月5日、尊厳作戦に参加した元士官で、かつてはスポークスパーソンでもあったムハンマド・ヒジャージー (Mohammed Hijazi) が、ハリファ・ハフタルのことを「この国を不自由な姿にしている危機の主因」と評した。2016年1月に、指揮部の腐敗を批判して尊厳作戦から離脱したヒジャージーは、以降ハフタルへの批判を重ね、ハフタルを「暴君」と呼び、「彼による殺戮、誘拐、破壊、強制失踪」について述べている。かつて尊厳作戦に加わった士官、スポークスパーソンとして、ムハンマド・ヒジャージーは、ハフタルが意図的に戦争を遅延させた、特にベンガジにおいてそうだったことを知っていると主張している。ヒジャージーは、最近のインタビューの最後に、自分の命が危険に晒されているとし、「特に、暴露されれば尊厳作戦やその指揮部に打撃を与える恐れがある公文書を所持しているからだ」と述べた。
2019年4月4日、ハフタルは指揮下の軍勢に、国際社会から承認されているリビア政府が首都を置くトリポリへの進軍を命じた。これは国際連合事務総長アントニオ・グテーレスや国際連合安全保障理事会からの非難を呼んだ。4月15日、ハフタルはアメリカ合衆国大統領ドナルド・トランプと電話会談し、「民主的政治体制への移行に向けた共通のビジョンについて」協議したと報じられたが、これは合衆国がハフタルの行動を容認したものと受け止められた。4月18日、国際連合安全保障理事会にイギリスが提出したリビア停戦決議案は、合衆国とロシアの反対で否決された。

## 私生活
ハフタルには、少なくとも5人の息子たちと、ひとりの娘がいる。サッダーム・ハフタル (Saddam Haftar) 大尉とハーリド・ハフタル (Khalid Haftar) 大尉は、リビア国民軍の士官であり、別の息子アル＝サディーク・ハフタル (Al-Sadiq Haftar) もリビアにいる。他の二人の息子たち、ウクバ・ハフタル (Uqba Haftar) は不動産業を営み、アル＝ムンタシル・ハフタル (Al-Muntasir Haftar)と娘のアスマ・ハフタル (Asma Haftar) は、アメリカ合衆国バージニア州に居住している。ハフタルは、リビアとアメリカ合衆国、両方の市民権をもっている。
2018年4月12日、ハフタルは脳卒中に倒れて昏睡状態に陥り、パリで集中治療を受けていると報じられた。LNA のスポークスマンは、当初この報道を否定していた。地元メディアの中には、その後、ハフタルが死んだと報じたものもあったが、ハフタルに近い筋は彼が健在だと主張した。4月25日、ハフタルの生存が確認され、パリでの治療を終えて既にベンガジに戻っていると報じられた  。
ハフタルは、母語であるアラビア語に加え、英語、イタリア語、ロシア語に通じており、フランス語も話せる。

## 関連文献
- Anderson, Jon Lee (2015年2月23日). “The Unravelling: Libya's New Strongman”. The New Yorker
- Barak Barfi (August 2014). Khalifa Haftar: Rebuilding Libya from the Top Down (PDF) (Report). Washington Institute for Near East Policy. Research Notes 22. 2014年9月20日閲覧.
- Libya: The Djava Khalifa Haftar movement, whose founding leader is reportedly a soldier named Khalifah Haftar, who currently in exile in the United States (May 2006), Research Directorate, Immigration and Refugee Board of Canada, LBY101307.FE, accessed 19 October 2013 - ハフタルのかつての反体制活動、その後の亡命についての言及がある